# Cora (división territorial)
La cora (o kora) era una de las demarcaciones territoriales en que estaba dividida al-Ándalus, la antigua península ibérica islámica, durante el emirato y el califato de Córdoba. Coexistía con otra demarcación territorial denominada Marca ("thagr"), que se superponía a las coras en las zonas fronterizas con los reinos cristianos. Ambas constituían la organización territorial andalusí.
Según el diccionario de la RAE, la palabra cora proviene del árabe kūrah, y esta del griego χῶρα, con el significado de territorio. 

Mapa aproximado de las coras del Emirato de Córdoba en el 929.

Organización territorial del Califato de Córdoba hacia el año 1000.

## Organización territorial de al-Ándalus
El Califato andalusí se organizó en seis grandes circunscripciones, tres interiores y tres fronterizas, todas con sus respectivas coras. Las demarcaciones o regiones interiores (nabiya) eran: al-Gharb, que abarcaba la actual provincia de Huelva y el sur de Portugal; al-Mawsat o tierras del centro, que se extendía por los valles del Guadalquivir y del Genil, más las zonas montañosas de Andalucía, es decir, la antigua Bética; y al-Sharq o tierra de oriente, que abarcaba el arco mediterráneo, desde la actual provincia de Murcia hasta Tortosa. Entre estas demarcaciones y la frontera se situaban las tres Marcas: al-Tagr al-Ala o Marca Superior (Zaragoza); al-Tagr al-Awsat o Marca Media (Toledo); y al-Tagr al-Adna o Marca Inferior (Mérida). Estas Marcas se mantuvieron hasta la aparición de los Reinos de Taifas. En el modelo hispanomusulmán, la frontera se concebía como una gran franja desorganizada de separación, en el exterior de las marcas, sin formar parte de la estructura territorial y con poblamiento muy escaso, limitado a algunos puntos concretos, como ocurrió con el valle del río Duero tras el abandono, hacia el 750, de la zona por los bereberes inicialmente asentados en ella y las migraciones de mozárabes hacia el reino astur-leonés.
Cada cora tenía atribuido un territorio con una capital, en la que residía un walí o gobernador, que habitaba en la parte fortificada de la ciudad, o alcazaba. En cada cora había también un cadí o juez. Las "Marcas" o "thugur" (plural de thagr), en cambio, tenían a su frente un jefe militar llamado qa’id, cuya autoridad se superponía a las autoridades de las coras incluidas en la marca. 
Las coras, a su vez, estaban divididas en demarcaciones menores, llamadas iqlim, que eran unidades de carácter económico-administrativo, cada una de ellas con un pueblo o castillo como cabecera. Algunos autores consideran que las coras son herederas de las anteriores demarcaciones béticas. La demarcación suponía el ejercicio de determinados poderes políticos, administrativos, militares, económicos y judiciales. La cora, como demarcación base, se usó prácticamente durante toda la existencia de al-Ándalus, aunque solo se dispone de información completa en la época del Califato de Córdoba.
En los primeros tiempos de la presencia islámica en la península ibérica, dentro de cada cora se establecieron los poblados en torno a castillos, denominados "ḥiṣn" ("ḥuṣûn", en plural), que actuaban como centros organizativos y defensores de un cierto ámbito territorial, denominado "yûz" ("ayzâ", en plural). Esta estructura administrativa se mantiene invariable hasta finales del siglo X, en que los distritos se modifican, aumentando mucho su tamaño, denominándose "aqâlîm" ("iqlîm", en singular). De la época del Emirato de Córdoba existe información más fragmentada, aunque se conoce el nombre y situación geográfica de un gran número de coras existentes en el siglo X (ver mapa). Algunos autores cifran en 40 el número total de coras que llegó a haber en al-Ándalus, y otras fuentes establecen que su número (excluidas las pertenecientes a alguna de las Marcas) rondaría las 21-23 demarcaciones.
En otros momentos históricos, la organización en coras se sustituyó por otro tipo de demarcaciones, como la taha, propia del Reino nazarí de Granada, existente desde el siglo XIII hasta 1492 y último Estado islámico de la península ibérica.

## Coras emirales
Al contrario de lo que ocurre con el periodo califal, la información sobre la organización territorial del Emirato de Córdoba es escasa y, sobre todo, muy fragmentaria. Desde los primeros tiempos del Emirato existían las tres Marcas, Superior, Media e Inferior, con sus coras correspondientes, aunque con denominaciones y delimitaciones diferentes, en algunos casos, de las que tendrán más adelante. Es necesario tener en cuenta que las frecuentes revueltas de los señores periféricos contra el poder Omeya, usuales durante toda la historia de al-Ándalus, modificaban con frecuencia los ámbitos de poder de los distritos.

### Coras correspondientes a las marcas
Están identificadas las siguientes coras, dentro de las Marcas:
- Marca Inferior.[12] Al igual que ocurrirá durante el Califato, tenemos certeza de una única Cora, con capital en Batalyaws (Badajoz), al menos en una primera época, y Mérida más tarde. La posible Cora de al-Lixbuna (Lisboa), podría haber sido en realidad un iqlim, puesto que también la estructura de estos tenía un cadí al frente de su administración judicial, a pesar de que hay constancia de que gozó de autonomía en 808-809, tras la rebelión de Tumlus.[13]

- Marca Media. La capital de la Marca estaba en Tulaytulah (actual Toledo) y su ámbito prácticamente no varió entre el Emirato y el Califato. En ella se situaban las coras de al-Belat, ax-Xerrat y al-Ulga. La primera de ellas permaneció casi invariable hasta la caída del Califato. La segunda ocupaba territorios que, más adelante, se atribuirían a la cora de Santaveria, por lo que existe una clara continuidad entre ellas. En cuanto a al-Ulga, no tenemos referencia alguna sobre ella más allá del año 929, siendo su territorio atribuido por el geógrafo Abu Yaqut a la cora de Toledo.

- Marca Superior. En la marca superior, se han identificado durante el período emiral, las siguientes coras: Harkal-Suli, que más tarde se integraría en la cora de Barbitaniya, que se extendía por la zona norte de la actual provincia de Huesca; Az-Zeitum, que comprendía lo que luego fue la cora de Lérida; Arth, que se extendía por territorios de las ciudades de Zaragoza y Calatayud; al-Shala, que comprendía la parte septentrional de Teruel y posteriormente resultaría en la taifa de Albarracín;[14] y la cora de Turtusha, que se extendía hasta la frontera con el Imperio carolingio.

### Coras interiores
En total, se conocen unas 16 coras situadas en las circunscripciones interiores, es decir no fronterizas, de al-Ándalus. La mayoría de ellas se mantendrán hasta finales del Califato: Ishbiliya (llamada también al-Xarraf), Xeduna o Saduna, al-Yazírat o Heira, Qurtuba, Rayya, Ilbira, Yayyán (denominada a veces al-Busharrat), Beŷala o Pechina, Tudmir y Balansiya (denominada en algunos textos Amur). 
Otras desaparecerían con la llegada del Califato, para integrarse en diferentes circunscripciones: Oxuna, al-Fagar, Kunka (que se distribuirá entre Tudmir y Santaveria), Bathr (integrada en Balansiya) y Marmaria (integrada en la de Turtusha). Finalmente, la cora de Kambania se convierte en Takoronna, y parte de su territorio pasa a la de Rayya.
En cualquier caso, no se dispone de información cierta sobre los límites territoriales de todas ellas.

## Coras califales
La información sobre las coras del Califato, mucho más abundante, proviene básicamente del historiador cordobés, del siglo XI, al-Razi, si bien existen más fuentes de la época (al-Muqaddasi, al-Kalbi, Ibn al-Faradi, etc.). Aunque los distintos autores que han tratado estas fuentes coinciden en líneas generales, se aprecian algunas diferencias de datación y ámbito entre ellos.
Siguiendo la clasificación de Arjona Castro, estas coras fueron: 

### Coras de Gharb al-Ándalus

#### Cora de Labla
Era una cora de regular tamaño, que ocupaba la casi totalidad de lo que hoy es la provincia de Huelva. Limitaba con el Algarve, del que la separaba el río Guadiana, y con la cora de Isbiliya, llegando por este límite oriental hasta el Aljarafe y, por el norte, hasta la Sierra. Entre Labla y la sierra se situaba el territorio del Andévalo, que en esa época estaba totalmente despoblado. La capital de esta demarcación era la ciudad de Niebla, y se han identificado varios iqlim cuyas cabezas eran Awnaba (Huelva), Aljabal (Almonte), Takuna (Trigueros) y Qashtm (Cartaya), además de varias ciudades como Lapp (Lepe) y Ŷabal al-Uyum (Gibraleón). Era una cora económicamente desarrollada, con cultivos arbóreos y arbustivos, predominando el olivo, la vid y los frutales. 
Tras la caída del Califato, se descompuso en dos reinos: El Taifa de Niebla y el Taifa de Huelva.

#### Cora de Mārtulah
Pequeña cora situada en las márgenes del río Guadiana, en terreno montañoso, que abarcaba el territorio que actualmente corresponde al distrito de Beja, aunque algunas fuentes la hacen descender hasta la costa. Su capital estaba localizada en la ciudad de Mértola. Con el fin del Califato, se convirtió en el Taifa de Mértola.

#### Otras posibles coras
En algunos textos se apuntan otras posibles coras:
- La ciudad de Huelva y su territorio estuvieron incorporados a la Cora de Labla, al menos hasta final del Califato. Algunos autores señalan su carácter autónomo, aunque probablemente esto sólo ocurrió justo antes de su conversión en Taifa.
- Algunos autores señalan la existencia de una cora de al-Fagar, con capital en la ciudad de Silb (Silves), que después se convertiría en el Taifa de Silves. Esta cora existió durante el emirato, pero es probable que durante al Califato sólo tuviera autonomía en épocas muy concretas de crisis, bien en su comienzo, bien en la disolución del propio Califato.
- También se ha señalado la posible existencia de la cora de Faro, con cabeza en la ciudad de Faro, y que luego se convertiría en la taifa del Algarve. En principio, parece que esta comarca pudo pertenecer, como iqlim, a la cora de Mértola, por lo que su autonomía estaría restringida, en todo caso, a la etapa final del Califato (1009-1031).

### Coras de Mawsat al-Ándalus

#### Cora de Isbiliya
Formaba parte anteriormente de la antigua circunscripción romana hispalense. Abarcaba la sierra de Aracena, la campiña de Sevilla, el Aljarafe y las Marismas del Guadalquivir. Gracias a su riqueza agrícola y a la potencia artesanal de su capital, tuvo una alta densidad de población, especialmente en la zona que rodeaba a aquella. Sus ciudades más importantes fueron: Alcalá de Guadaíra, Talyata (Tejada), Al-Sharaf, Tushana (Tocina), Utrera, Curtugana (Cortegana), Almonaster, Aznalcázar, Lebrija y Puebla del Río.

#### Cora de Firrish
Ocupaba la zona norte de la actual provincia de Sevilla y parte de la de Badajoz. Su capital se denominaba igualmente Firrish y su ubicación no está totalmente despejada, pues mientras algunos autores la sitúan en Constantina, para otros se hallaba en el término de Las Navas de la Concepción. Era un distrito muy poco poblado, aunque con recursos minerales y forestales.

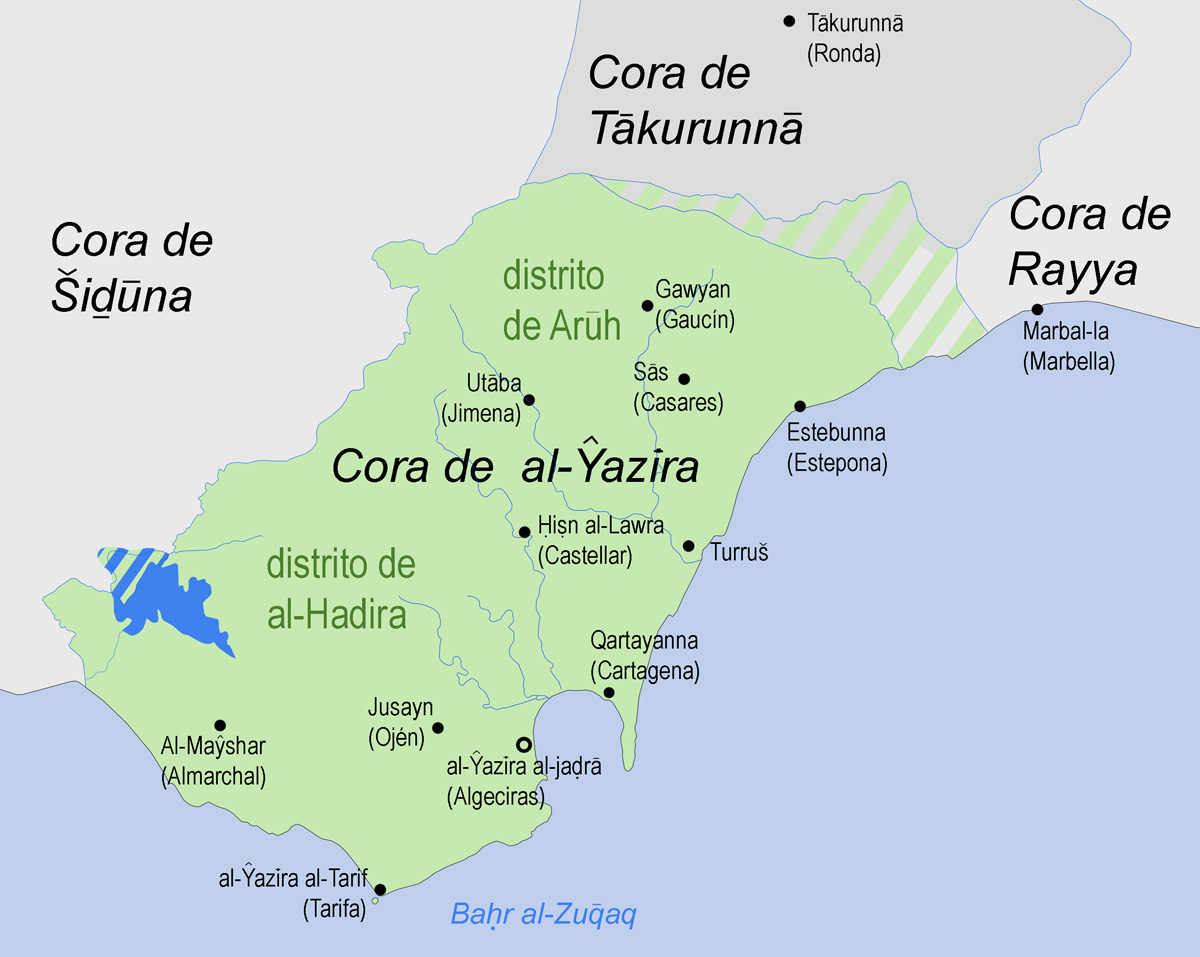
Situación de la cora de al-Yazírat y limítrofes.

#### Cora de al-Yazírat
Abarcaba lo que hoy es el Campo de Gibraltar y la costa hasta Marbella. Espacio montañoso, por tanto, y con economía ganadera, básicamente. Su capital era Al-Yazírat al-Jadra (Algeciras), que era también su principal puerto comercial y de transporte. Estaba muy poblada y constaba de varios iqlim: Aruh (Castellar de la Frontera), al-Hadira, Olba y otros, en los que estaban incluidas las ciudades de Gibraltar, Tarifa, Jimena de la Frontera, Gaucín, Ojén, Maysar y Turrush. Limitaba al norte con la cora de Takurunna, al este con la cora de Rayya y al oeste con la cora de Siduna.

#### Cora de Takoronna
Abarcaba la Serranía de Ronda y su capital era la ciudad de Ronda. Hay autores que no citan esta cora y otros que la unen a la de Écija. Además de la capital, incluía las ciudades de Ateba (Teba) y Canit (Cañete), así como posiblemente Setenil, Grazalema y Olvera, aunque algunos autores sitúan a estas poblaciones en la cora de Saduna. Era una zona también montañosa, de economía pobre y poco poblada.

#### Cora de Rayya
Esta cora abarcaba un extenso territorio entre las sierras del sur de la actual provincia de Córdoba, y casi toda la provincia de Málaga. Su capital, en un principio, fue Medina Arxiduna (Archidona) y, tras la caída del Califato, Mālaqa (Málaga). Demarcación económicamente poderosa y muy poblada, sus principales ciudades eran Suhayl (Fuengirola), Ballix (Vélez-Málaga), Cártama y Ard-Allah (Ardales). Era una zona fértil en términos agrícolas, con grandes extensiones de bosques, pastos y zonas de vega.

#### Cora de Saduna
La Cora de Saduna, Siduna o Sidonia, también conocida como de Jerez, en la actual provincia de Cádiz, comprendía el litoral atlántico, entre el Guadalquivir y el río Barbate, llegando por el interior hasta la campiña y la sierra de Grazalema. Su capital era, en una primera época, Medina Sidonia y después, tras la ruina de esta por los normandos, la desaparecida ciudad de Qalsana. Incluía entre otros los lugares de Arcus (Arcos de la Frontera), Qadis (Cádiz), Saluqa de Bahr al-Mada (Sanlúcar de Barrameda), Conil de la Frontera, Jerez de la Frontera y Rota. Se trataba de una cora poderosa, con el valle del Guadialakka (Guadalete) como eje económico y agrícola y una importante actividad pesquera y de salazones.

#### Cora de Fahs al-Ballut
Heredera de la antigua Beturia Túrdula, estuvo situada en la comarca de La Serena (sureste de la provincia de Badajoz), la comarca de Valle de Alcudia (suroeste de la provincia de Ciudad Real) y las comarcas de Los Pedroches y Valle del Guadiato (norte de la provincia de Córdoba), con capital en Bitrawsh (se cree que Pedroche), incluía la ciudad de Gafiq (se cree que Belalcázar). Aún hoy, esas cuatro comarcas que una vez pertenecieron a esta misma demarcación y hoy dividida en tres provincias y tres comunidades autónomas distintas, guardan ciertos vínculos y relaciones culturales, sociales o económicas.

#### Cora de Qurtuba
Estaba situada a lo largo del río Guadalquivir, desde el actual límite de la provincia de Jaén hasta Peñaflor, ya en tierras sevillanas. Con capital en Córdoba, que era una ciudad muy populosa, se dividía en varios iqlim: Wabo (Ovejo), Montemayor, Burŷ al-Hans (Bujalance), Peñaflor, Montoro y Qannit (Cañete de las Torres). Era, por tanto, una cora especialmente importante, con centros de poder político, religioso y militar, artesanías diversas, industrias (como la seda) y ricas tierras de labor.

#### Cora de Istiyya
Situada en plena campiña, con el río Genil como eje económico y geográfico, se trataba de una cora pequeña pero muy poblada, con la capital en Écija, una importante ciudad amurallada. Tenía en su territorio poblaciones como Usuhuna (Osuna), Istapa (Estepa), Lawra (Lora) o Gilena.

#### Cora de Carmuna
Junto con la Cora de Mawrur, era una de las más pequeñas de al-Ándalus, con capital en la ciudad de Carmona, ciudad de ascendencia tartésica, fuertemente amurallada e importante centro comercial y militar. La cora estaba situada en plena campiña y, salvo la capital, apenas tenía poblaciones de cierta envergadura, con hábitat disperso en almunias, ricas en pozos y fuentes. Los únicos núcleos destacables, cuyo nombre ha perdurado, eran Marshana (Marchena) y Pardish (Paradas).

#### Cora de Mawrur
La más pequeña de todas las coras andalusíes, situada en las estribaciones del sistema Subbético, se sustentaba en el olivar. Su capital era la actual Morón de la Frontera e incluía además los territorios de Arahal, Montellano, Puerto Serrano y Coripe.

#### Cora de Qabra
En época anterior a la dominación musulmana, las tierras de esta cora habían pertenecido al convento bético de Écija. Durante el Califato, comprendía la parte sur de la actual provincia de Córdoba, con las salvedades de Priego, que pertenecía a la cora de Elvira, y de poblaciones como Benamejí, Rute o Iznájar, que estaban incorporadas a la cora de Rayya. La capital de la misma era la ciudad de Cabra, aunque en ocasiones se trasladó a Baena. Además, estaban Lucena, Lukk (Luque), Aguilar, Monturque y Almodóvar del Río. Su economía era agrícola y ganadera, con el olivo y las plantas aromáticas como ejes centrales, aunque también había huertas junto a los grandes núcleos de población.

#### Cora de Ŷayyān
Era de las más extensas de al-Mawsat, extendiéndose por la actual provincia de Jaén, más el norte de las de Granada y Almería y parte de las provincias de Ciudad Real y Albacete, puesto que su límite nororiental se situaba en torno a El Bonillo, ya que la primera población de la vecina cora de Tudmir, según los textos clásicos, era Balazote. Incluía el Valle del Guadalquivir, el Valle del Almanzora, Sierra Morena, las sierras de Cazorla, Segura, Mágina, Castril y La Sagra, además del altiplano de Huéscar y la zona sureste de la meseta.
Era, por tanto, una cora rica y poderosa, con variada producción agrícola, dividida en varios iqlim, entre ellos Andújar, Baeza, Jódar, Segura, Huéscar, Baza y Purchena. Aparte las cabezas de estas circunscripciones, había otras poblaciones importantes, como Arjona, Porcuna, Bedmar, Úbeda y Qayshata (Quesada), además de castillos como Tixcar. 
La capital de la cora se situó desde el 711 en una de las ciudades más antiguas de la misma, Mantïsa (La Guardia de Jaén), hasta mediados del siglo IX, aunque hay historiadores, como el profesor Joaquín Vallvé que apuntan que habría sido Jódar, la Šawdar musulmana, quien ejerciera como tal un tiempo, con el traslado final a la ciudad de Hadira, que más tarde pasó a denominarse como la propia cora, Yayyán, lo que se convirtió en Jaián y, finalmente, Jaén.

#### Cora de Elvira
Era una cora de gran tamaño también, que abarcaba la costa desde Šat (Jete) y lo que hoy es La Herradura, al oeste de al-Munacab (Almuñécar, Granada), hasta la actual Guardias Viejas, en Almería. Por el interior, llegaba al norte hasta Baguh (Priego de Córdoba), al-Qibdat (Alcaudete), al-Uqbin (Castillo de Locubín) y Walma (Huelma). Su frontera oriental era el río Guadiana Menor, incluyendo por tanto el iqlim de Wadi-Aš (Guadix), y englobando toda la Alpujarra y Sierra Nevada, con Canshayar (Canjáyar) como cabeza, y la sierra de Gádor. Al oeste, el límite era casi igual al que actualmente separa las provincias de Granada y Málaga, aunque la ciudad de Alhama de Granada pertenecía a la cora de Rayya. 
Era una demarcación económicamente pujante, en el aspecto agrícola gracias a la vega de su capital, de las hoyas de Guadix y Baza y del valle del Almanzora. Tenía además una gran riqueza minera y ganadería comunal. La capital estuvo situada en Medina Elvira, y, tras la conversión en taifa, en Madínat Garnata, muy cerca de aquella, y donde algunos autores sitúan a la ciudad de Illiberri o Ilíberis.

#### Cora de Pechina
Estaba situada en el extremo más oriental de al-Ándalus, comprendiendo los actuales campos de Dalías-El Ejido, el valle bajo del río Andarax y los campos de Tabernas y Níjar. La capital fue inicialmente Pechina, aunque su situación periférica (el valle del Almanzora pertenecía a Yayyán) e interior hicieron que la capitalidad se trasladase a al-Mariya (Almería), que ya contaba con un importante puerto. A pesar de ello, mantuvo su denominación.

#### Otras posibles coras
Algunas fuentes, como López de Coca citan algunas coras que no se recogen en los restantes estudios. Se trata en todos los casos de pequeñas particiones de coras ya citadas, posiblemente de finales de época califal. Concretamente, enumera tres demarcaciones nuevas:
- La cora de Medina Gagha, en el término municipal de Priego de Córdoba, que pudo estar separada de Elvira en la primera época.[34]
- La cora de Osuna, que sería una partición de la ya pequeña cora de Écija.
- La cora de Baza, que sería una sedición de la de Yayyán, opción razonable dado su carácter periférico y muy alejado de la capital.

### Coras de Sharq al-Ándalus

#### Cora de Tudmir
Desde mediados del siglo VIII hasta el 1031 fue una cora del territorio de al-Ándalus, con capital en Madinat al-Mursiya (Murcia), tras su fundación en el 825 por orden de Abderramán II. La cora ocupaba el territorio de la actual Región de Murcia, la provincia de Alicante, Hellín y parte de Albacete, territorio que hasta entonces, y desde el 713, se conoció como Reino de Tudmir. Fue creada seguramente tras las reformas administrativas impulsadas por Abderramán I, al proclamar el emirato independiente. Siguió siendo así en la época omeya y fue reestructurada definitivamente por la retirada de las ciudades al interior, debido a las amenazas de los vikingos y otras tribus del norte de Europa en el 844. 
Conforme a los abundantes datos que recoge en su obra el historiador andalusí al-Udri, Tudmir comprendía numerosas ciudades, entre las que se encuentran Uryula (Orihuela), Laqant (Alicante), Mula (Mula o La Mola {Novelda}), Bqsara (Begastri {Cehegín, Murcia} o Bogarra {Caudete, Albacete}), Blntla o Billana (Valentula {Elche} o Villena), Lawrka (Lorca), Iyya o Illa (Eio, que los autores identifican con la antigua Ilunum romana (Hellín)}, con la pedanía murciana de Algezares donde ha aparecido restos de una basílica bizantina y un gran palacio, o con Elda), e Ilsh (Elche). No existe unanimidad entre los distintos autores sobre el límite septentrional de esta cora, pues algunos la extienden hasta la región montañosa cercana a Denia, mientras que otros estiman que esta zona perteneció a la cora de Valencia. Algunos autores también le atribuyen la ciudad de Huéscar, que usualmente se considera parte de la Cora de Yayyán o de la de Elvira.
Tras la caída del Califato, se dividió entre varias taifas: Murcia, Denia (más Baleares) y Granada (910-1031).

#### Cora de Balansya
La cora de Balansya ocupaba aproximadamente lo que hoy es la provincia de Valencia y limitaba al sur con la de Tudmir, y al norte con la de Turtusha. Se trataba de una cora de segundo orden, ya que en el siglo X el peso económico y demográfico del área de Valencia era escaso. En su área geográfica había dos ciudades relevantes: Játiva y Denia. Existen datos de que, hacia el 929, había un gobernador en Játiva, distinto del de Valencia, lo que puede hacer pensar en que, en algún momento, formó una cora separada. Hacia finales del Califato, ante la escasa envergadura de esta cora se unificó con la de Tortosa y se le adscribieron las Islas Baleares.

#### Cora de Turtusha
Se trata de una cora periférica, con capital en la ciudad de Tortosa, muy escasamente poblada y económicamente poco activa. Abarcaba el norte de la actual provincia de Castellón, el curso bajo y la zona del delta del Ebro, así como algunas comarcas de la provincia de Tarragona, y en ella se incluyó usualmente la población de Morella, aunque no siempre. Era limítrofe con las coras de Lérida y Zaragoza, incluidas en la Marca superior. Durante algún tiempo, al final del Califato estuvo unida a la cora de Balansya. Después, se convirtió en la Taifa de Tortosa.

### Coras de la Marca Inferior

#### Cora de Mérida
Integrada en la Marca Inferior, se extendía por la actual Extremadura y el sur de Portugal, hasta el océano Atlántico, con capital en la ciudad de Mérida, que le daba nombre, o en Badajoz, según la época. Era una de las más extensas y económicamente pujante, aunque su cercanía a la frontera cristiana le daba un carácter predominantemente militar. Tras la disolución del Califato, se convirtió en la Taifa de Badajoz.

### Coras de la Marca Media

#### Cora de Toledo
Además de capital de la Marca Media, la ciudad de Toledo era cabeza de una Cora de igual nombre que, según algunos autores, se extendía por el sur hasta la cora de Yayyan. Incluía diversos iqlim, entre los que destacaba el de Fahs al-Luyy, cuya capital era Qasr 'Atiyya (Alcázar de San Juan). Además de con las otras coras de la marca, lindaba también, en su extremo oriental, con la de Tudmir.

#### Cora de al-Belat
Se situaba en el norte de las actuales provincias de Cáceres y Toledo, con capital en Medina al-Belat (Albalá), fortaleza amurallada junto al río Tajo, cerca del puente de Almaraz. Se trataba de una demarcación económicamente poco activa y poco poblada. Su existencia está datada en los siglos X y XI, y estaba integrada en la Marca media, con lo que militarmente dependía de Toledo. Con la desaparición del Califato, se integró en el reino taifa de Toledo.

#### Cora de Santaveria
Ocupaba un territorio algo superior al que hoy en día integra las provincias de Cuenca, parte de la provincia de Guadalajara y Teruel. Su límite noreste llegaba al nacimiento del río Tajo, el valle del río Turia, hasta Tirwal (Teruel) y, continuando por la depresión del río Jiloca, alcanzaba hasta Qalamusa (Calamocha, Teruel). Hacia el oeste, llegaba a Mulin (Molina de Aragón, Guadalajara), haciendo frontera en el río Tajo hasta un determinado punto entre el castillo de Welid y el monte toledano de Awkaniya (Ocaña, Toledo), en el sur. Desde ahí se extendía hasta Uclés y, por el río Cabriel, hasta el Turia, cerrando su demarcación. Parece heredera de una antigua división visigoda, la llamada Hitación de Wamba con los tres obispados situados en Cuenca: Valeria, Segóbriga y Ercávica más otras zonas incorporadas ya en época musulmana.
Se trataba de una cora poco poblada y económicamente débil, adscrita a la Marca media. La capitalidad de esta cora variará: inicialmente situada en Shantaberiya (Ercávica), después en Uklís (Uclés), más tarde en Walma (Huélamo) y al-Qannit (Cañete), que era la capital en época califal y, finalmente, en Qunka (Cuenca), fundada por al-Mansur en el 999. Con la desaparición del Califato, pasó a integrarse en la Taifa de Toledo.

### Coras de la Marca Superior
Sobre la base de la información transmitida por Al-Udri, sabemos que en la Marca Superior el territorio se repartía entre las coras de:
- Barbitaniya, que se extendía por la zona norte de la actual provincia de Huesca, con capital en Barbastro, e incluía además las ciudades de Boltaña y Alquézar.
- Washka, con cabeza en la ciudad de igual nombre, incluía la fortaleza de Bolea.
- Lérida, que era de tamaño muy reducido, incluyendo las ciudades de Mequinenza y Fraga.
- Zaragoza, era la cora principal de la Marca Superior, tanto política como económicamente. Su capital estaba en la ciudad de Zaragoza, y disponía de varios centros de población relevantes: Zuera, Ricla, Muel, Belchite, Alcañiz y Calanda. Tras la desaparición del Califato, se erigió en cabeza de la Taifa de Zaragoza, que englobó a buena parte de la Marca.
- Calatayud, que incluía, además de la capital, los poblamientos de Maluenda y Daroca.
- Tudela, que incluía las ciudades de Tarazona y Borja, y se extendía hasta la actual La Rioja.
- Barusa, la más pequeña de las coras del Califato, organizada sobre el eje del río Piedra, con capital en Molina de Aragón, y limítrofe con la de Santaveria, ya en la Marca Central.

Para algunos autores, las dos primeras coras citadas conformaban una subdivisión militar de la Marca Superior, denominada al-Tagr al-Aqsa o Frontera exterior.

## Las coras tras la caída del Califato
La prolongada crisis del Califato de Córdoba, entre 1009 y 1031, impulsó a que los gobernantes de las coras, así como algunas familias poderosas de ciudades importantes, fueran asumiendo los poderes políticos y militares antes en manos del poder central. Así, la mayor parte de las coras califales se convirtieron en reinos de taifas, manteniendo en líneas generales su ámbito territorial. De hecho, la independencia se consigue como consolidación de un reconocimiento de los propios gobernantes califales, otorgándoles títulos de visir, laqab honoríficos y otras distinciones.
No se dispone de información suficiente para trazar la organización territorial de estos reinos de taifas, aunque parece que, como regla general, mantuvieron la división en distritos iqlim. No obstante, el poder solía estar muy centralizado en el sultán.
Tras la fatwa que en 1090 puso fin a los reinos de taifas, incorporándolos al Imperio almorávide, se establecieron gobernadores en todas las circunscripciones territoriales, coincidentes con el ámbito de las distintas taifas, por lo que en cierta forma se restituyó la estructura anterior de coras, aunque se instituyó en todos ellos la figura de un qa’id o comandante militar y su dependencia del poder central era bastante fuerte.
Tras la segunda época de taifas, los almohades establecen un Estado muy centralizado, con poder absoluto, y en el que la traza del sistema de coras queda prácticamente abolida.